# Halòfit

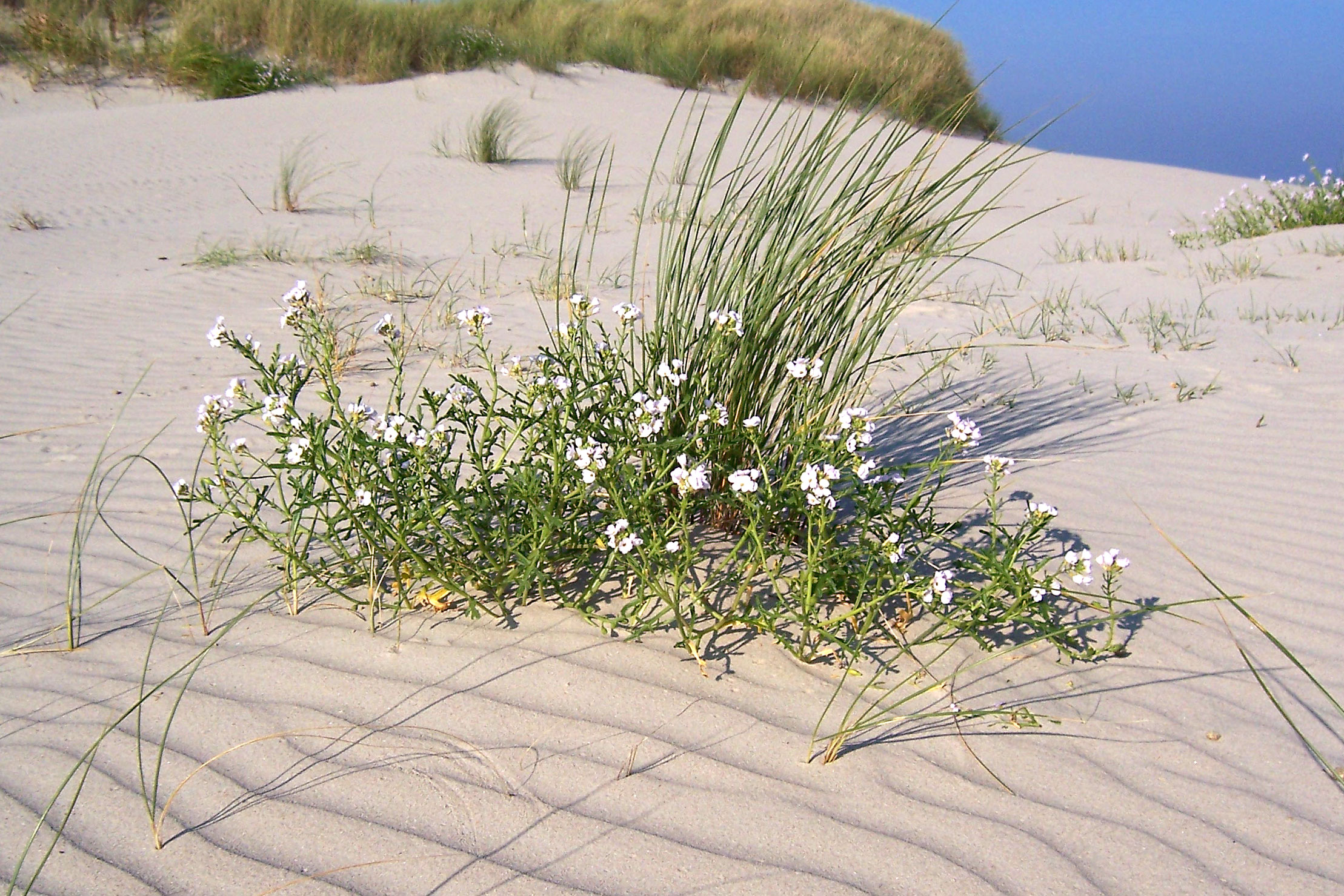
Cakile maritima i Ammophila arenaria

Un halòfit (paraula derivada del grec que significa 'planta' i 'sal'), són els organismes vegetals o per extenció, en medis amb una pressió osmòtica important.

## Classificació
Els organismes halòfits es poden classificar segons el seu requeriment de ions salins:
·Obligats: son aquells que depenen de la sal per sobreviure.
·Preferencials: Son aquells que creixen o es desenvolupen millor en ambients salins.
·Tolerants :Toleren certa concentració de ions salins, no els beneficia ni son necessaris pel seu desenvolupament, poden ser Poc tolerants (0.3 a 0.8M), Moderadament tolerants (0,8 a 3,4M) o tolerants extrems (3,4 a 5,1M)

## Hàbitat

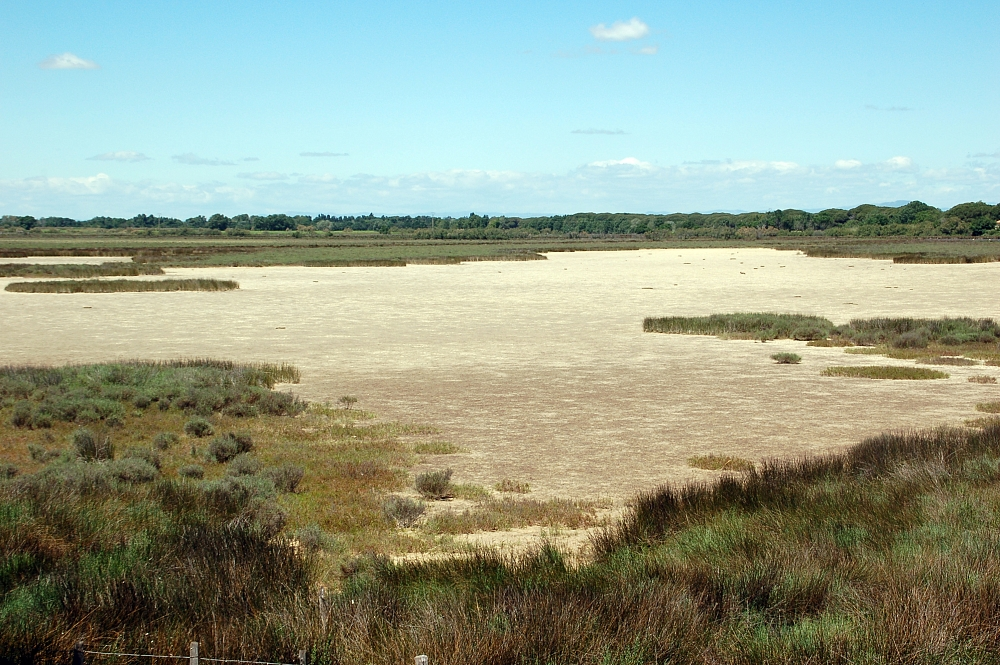
Terrenys salats de la Camarga

En climes temperats humits, la zona herbosa que regularment queda coberta i descoberta per l'acció de la marea, és el territori més comú on es poden trobar plantes halòfites (com la salicòrnia). També són terrenys salins les parts dels litorals que reben vents més o menys salats, i són més salins com més a prop estiguin del mar.
Sota climes tropicals, el manglar és un ecosistema amb plantes halòfites. També als deserts i semideserts els terrenys salins ocupen gran extensió.

## Algunes plantes halòfites
- Nitrària (gènere)
- Suaeda (gènere)
- Salicòrnia (gènere)
- Spartina (gènere)
- Cakile (gènere)